# جورجیو کارپی
جورجیو کارپی (انگلیسی: Giorgio Carpi; ۱ نوامبر ۱۹۰۹ – ۳۰ ژوئن ۱۹۹۸) بازیکن فوتبال اهل ایتالیا بود.
از باشگاه‌هایی که در آن بازی کرده‌است می‌توان به باشگاه فوتبال آ.اس. رم اشاره کرد.